# Illa de Montreal
L'illa de Montreal (en francès île de Montréal), a l'extrem sud-oest de la província canadenca del Quebec, es troba a la confluència dels rius Sant Llorenç i Ottawa. És l'illa més gran de l'arxipèlag d'Hochelaga i de tota la conca del riu Sant Llorenç, només superada per l'illa d'Anticosti, que ja es troba al golf del Sant Llorenç.
Amb una superfície de 499 km², és la part principal del territori de la ciutat de Montreal, format per gairebé una vuitantena d'illes. Al centre de l'illa s'alcen els tres pics del Mont-Royal. Té una població d'1 861 900 habitants (el 25 % de la població total del Quebec), amb la qual cosa és l'illa més poblada del Canadà i la sisena de tot Amèrica, i també l'illa més poblada del món en aigües dolces.

## Noms històrics
El primer nom francès de l'illa fou el d'île de Vilmenon, emprat per Samuel de Champlain en un mapa del 1616. Ara bé, el mateix Samuel de Champlain farà servir un altre nom per a referir-se a l'illa en un mapa posterior; el 1632, s'hi refereix com a Isle de Mont-real. En mohawk, de l'illa en diuen Tiohtià:ke Tsi o bé Ka-wé-no-te.